# Osiedle Stary Grunwald
Osiedle Stary Grunwald – osiedle samorządowe (jednostka pomocnicza gminy) Poznania (od 1 stycznia 2011 roku), obejmujące fragment Grunwaldu.

## Granice administracyjne
Osiedle Stary Grunwald graniczy:
- z Osiedlem Grunwald Południe (granica - ulica Grunwaldzka, ulica Grochowska)
- z Osiedlem Grunwald Północ (granica - ulica Marcelińska, ulica Szamotulska)
- z Osiedlem Ogrody (granica - ulica Bukowska)
- z Osiedlem Św. Łazarz (granica - ulica Przybyszewskiego)

## Podział
Podział w Systemie Informacji Miejskiej
Według Systemu Informacji Miejskiej Osiedle Stary Grunwald jest podzielone na dwie jednostki obszarowe:
- Grunwald (częściowo)
- Ostroróg

## Ważniejsze miejsca i obiekty
- Skwer Janusza Ziółkowskiego
- Kościół św. Wawrzyńca i św. Wincentego Pallottiego
- Pallottinum
- Kaplica I Zboru Chrześcijan Baptystów „Wspólnota Nowego Narodzenia”
- Izba Pamięci Jerzego Pertka
- Szpital Kliniczny im. Heliodora Święcickiego

## Siedziba Rady Osiedla
Adres rady osiedla
Zespół Szkół Geodezyjno-Drogowych, ul. Szamotulska 33.

## Komunikacja
Osiedle obsługują autobusy MPK Poznań linii 145 i 169 oraz linie nocne 212 i 222.